# Torres de Oeste

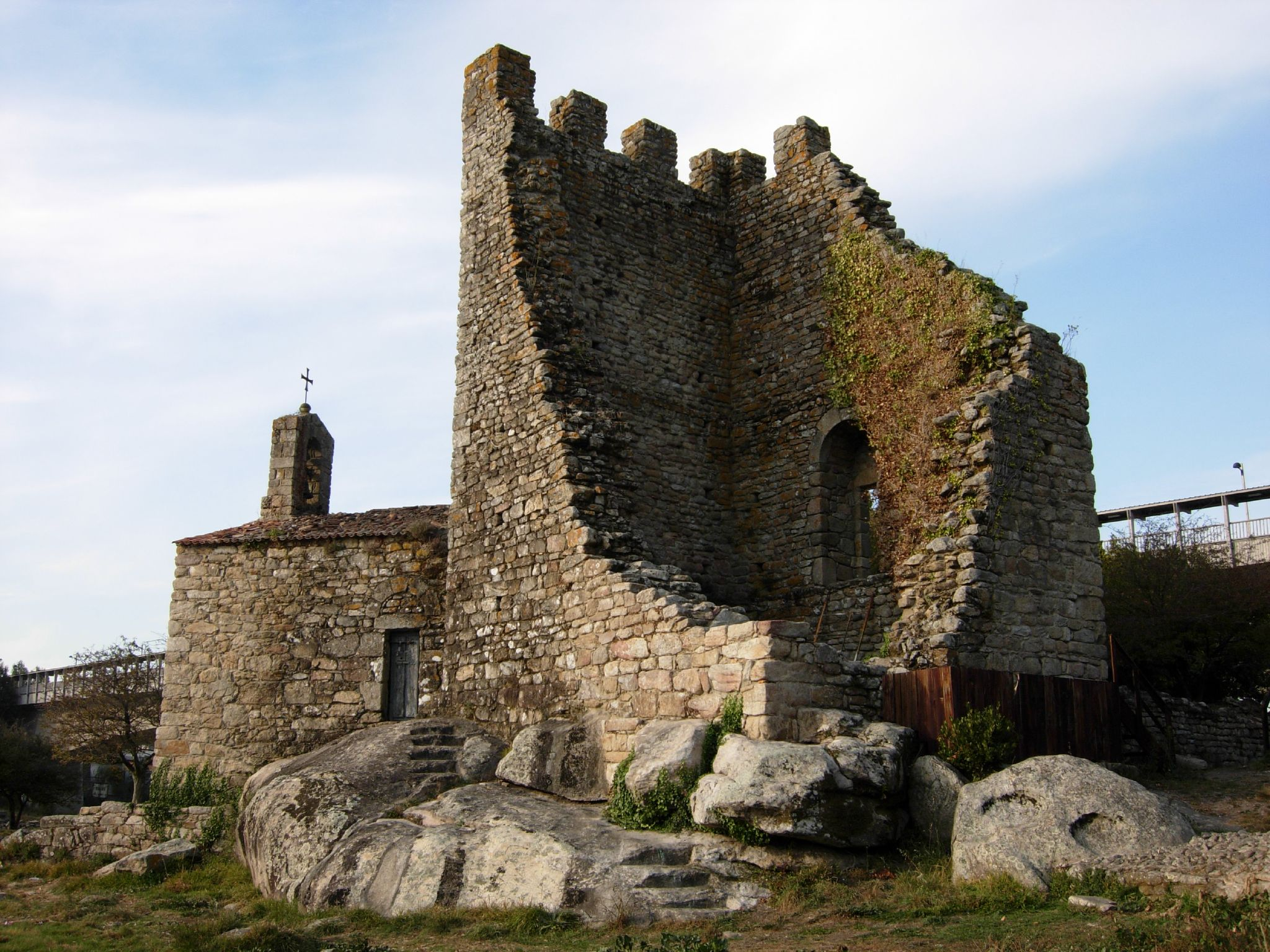
Torres do Oeste, Espanha

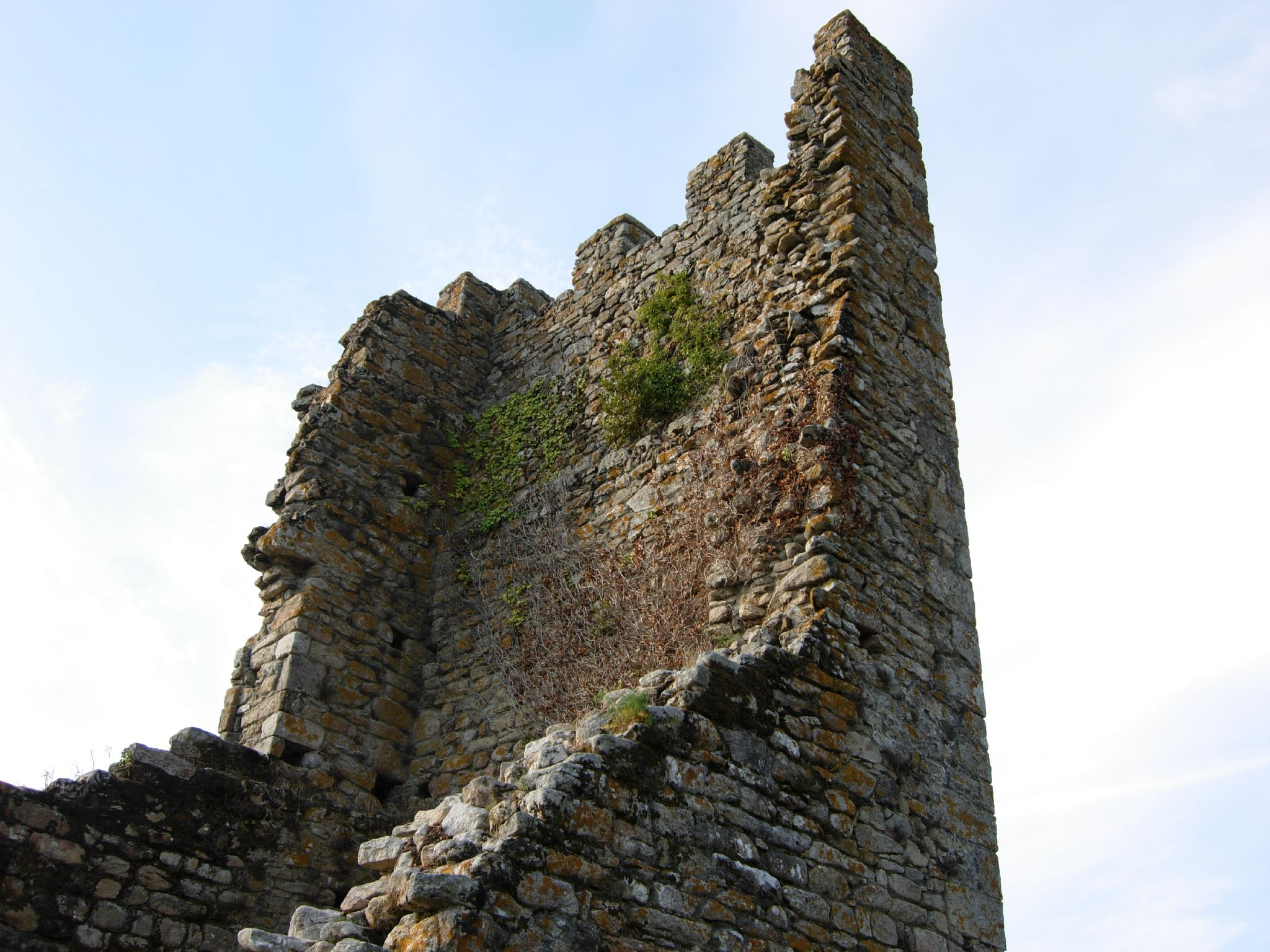
Torres do Oeste, Espanha

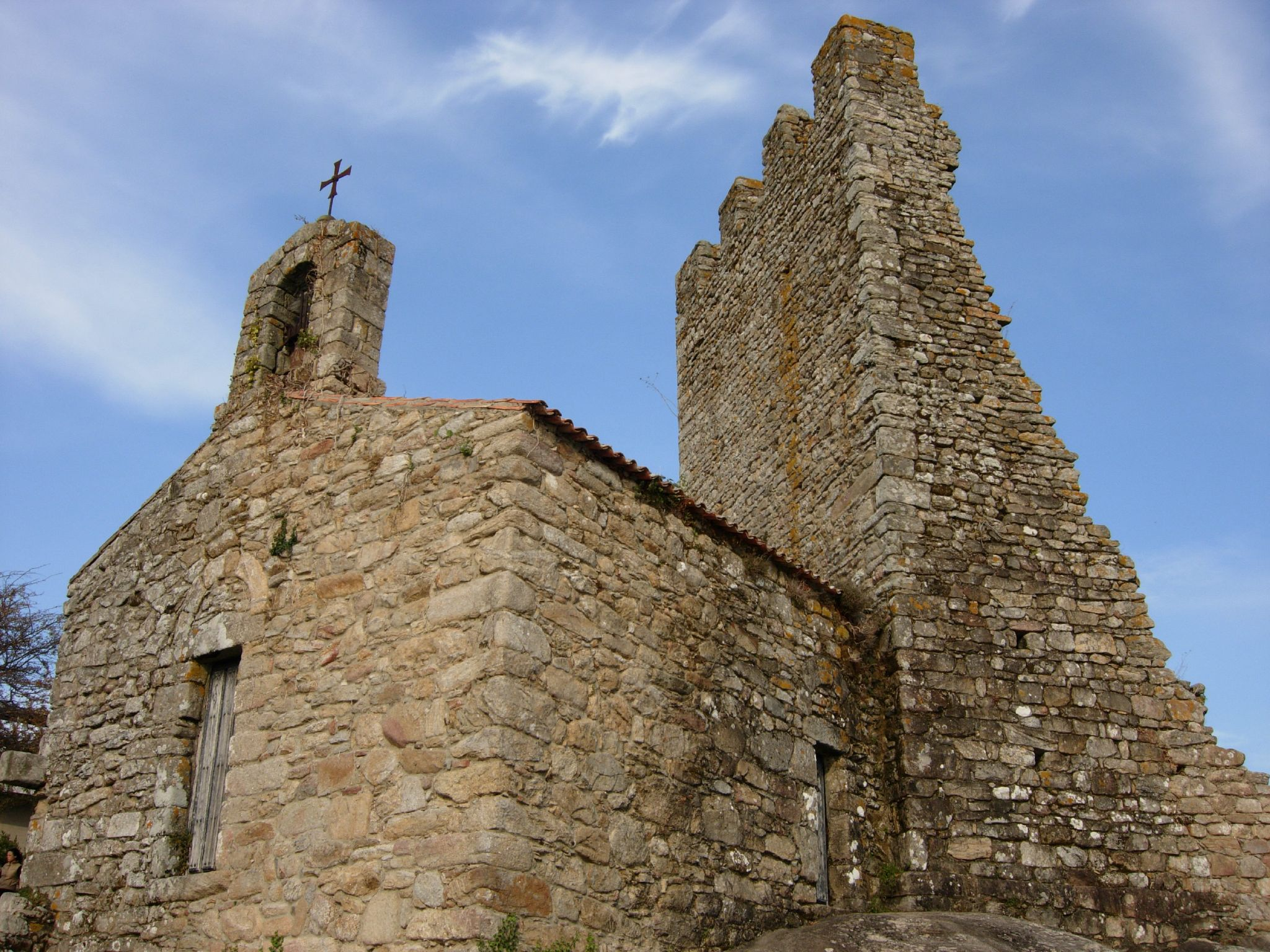
Torres do Oeste, Espanha: capela românica e uma das torres

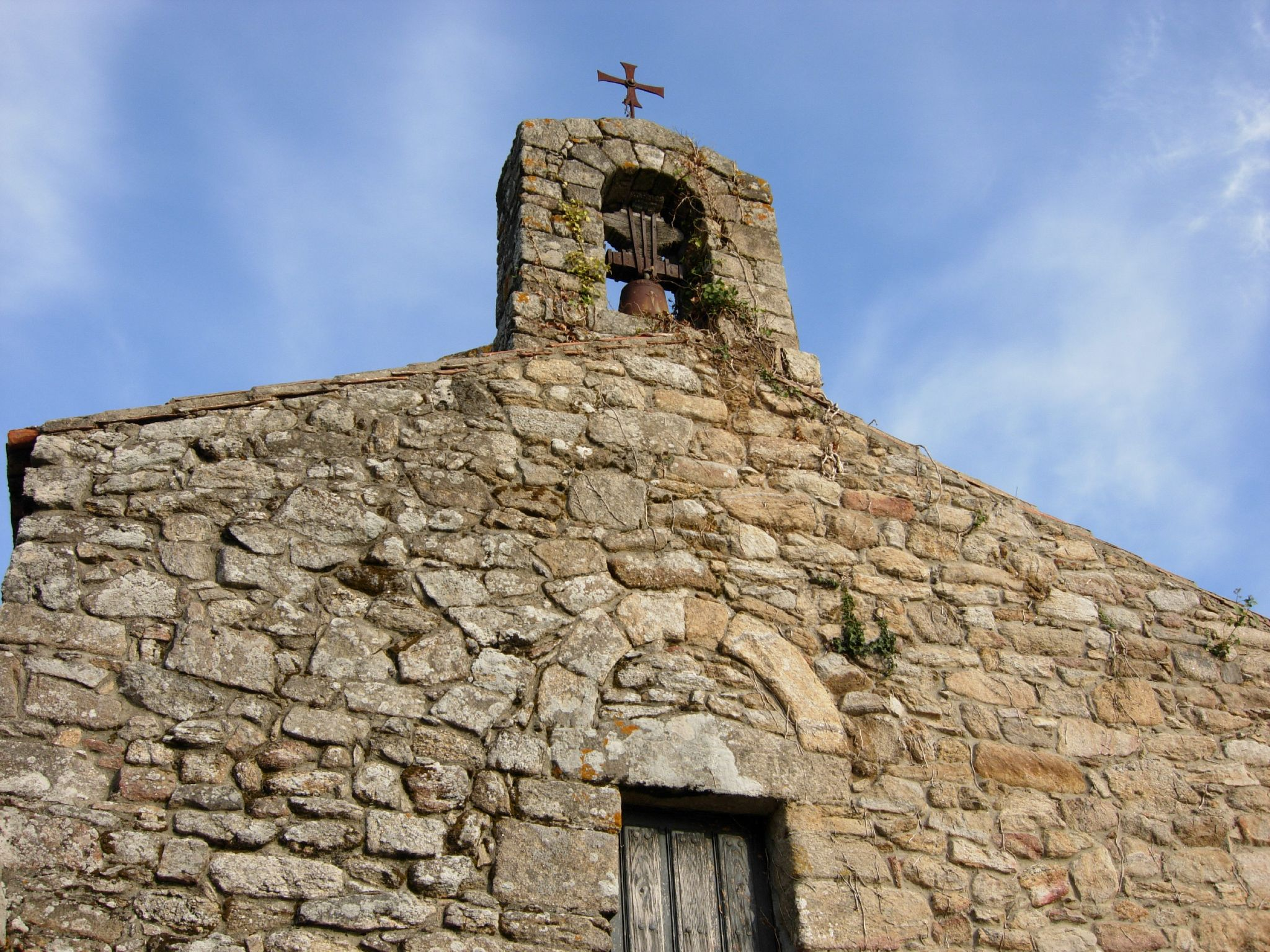
Torres do Oeste, Espanha: detalhe da portada da capela

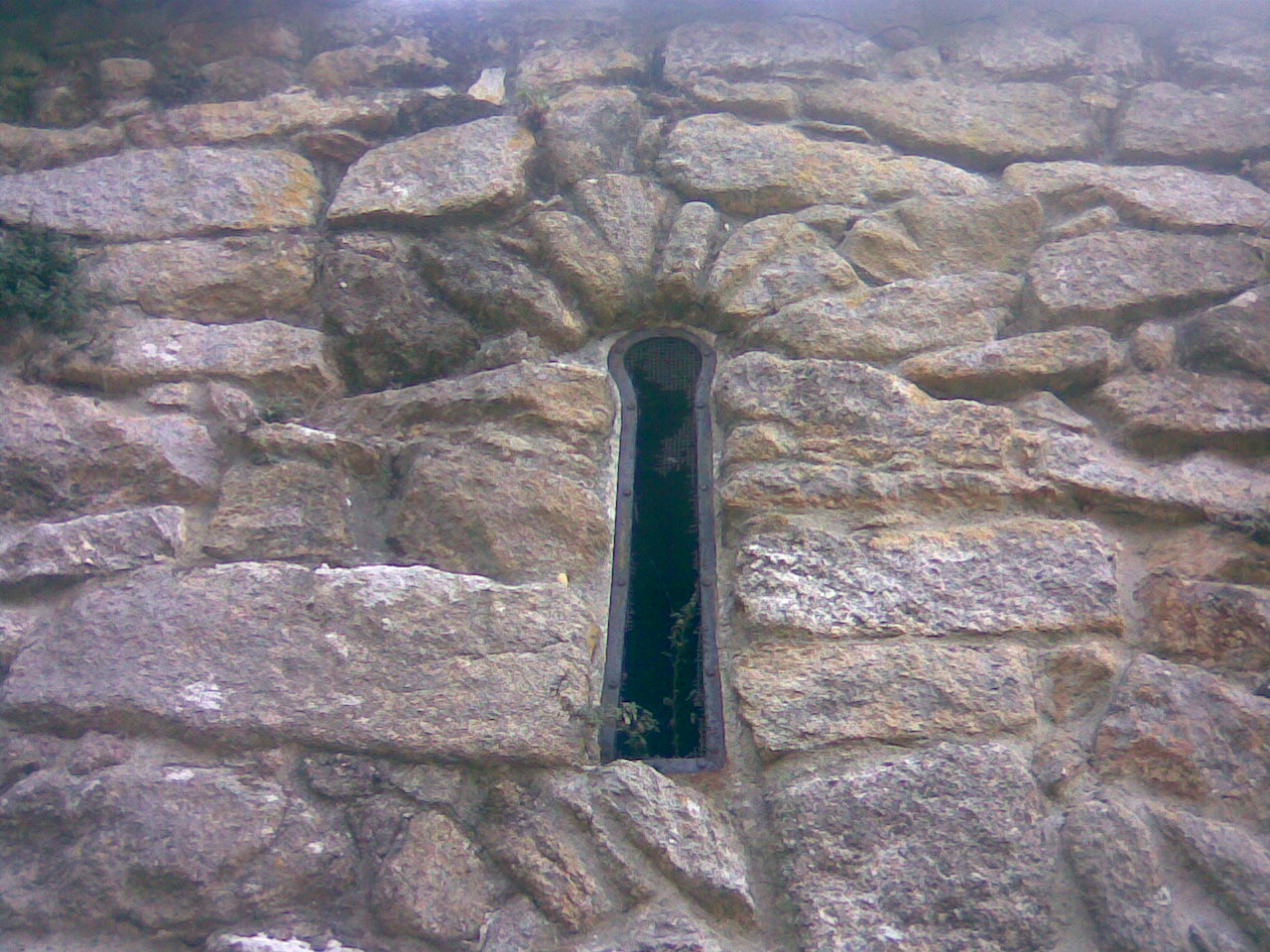
Torres do Oeste, Espanha: seteira com arco de ferradura da capela

As Torres de Oeste localizam-se no concelho de Catoira, comarca de Caldas de Reis, província de Pontevedra, na comunidade autônoma da Galiza, na Espanha.
Erguidas na confluência do rio Ulla com a ria de Arousa, trata-se de um sítio arqueológico composto pelas ruínas consolidadas de torres de origem romana, que posteriormente se constituíram em peças-chave para a defesa dos domínios da arquidiocese de Santiago de Compostela contra os ataques dos Normandos na Alta e na Baixa Idade Média.
Todos os Verões, no primeiro domingo de Agosto, os restos do Castelo do Honesto (Castellum Honesti) revivem uma romaria viquingue que recria a defesa do castelo frente a um ataque normando.

## História

### Antecedentes
A primitiva ocupação de seu sítio remonta à época castreja, conforme o atestam as pesquisas arqueológicas, que trouxeram à luz restos de cerâmica utilitária e peças de bronze.
A data de construção das torres, entretanto, foi objecto de extensas discussões no passado. O autor romano Pompônio Mela mencionara em sua obra a existência, na desembocadura do rio Ulla, das "Turris Augusti". Foi necessário, entretanto, aguardar até meados do século XX para que as escavações arqueológicas demonstrassem a existência de restos romanos na cimentação das torres.

### A Idade Média
No século X, a sucessão de numerosos ataques normandos, cujas embarcações penetravam a ria, culminando com a morte do bispo Sisnando em defesa da sua diocese, levou a que os seus sucessores se esforçaram por reparar e melhorar as defesas da ria.
Em 29 de Outubro de 1024 o rei Afonso V de Leão e Castela doou a Vistruário bispo de Iria, as torres e seus domínios. Pouco depois, em 1040, o bispo Crescônio ordenou importantes trabalhos de reformas.
De acordo com o manuscrito da História Compostelana sabe-se que os trabalhos de ampliação e reforma prosseguiram sob os mandatos dos sucessores de Crescônio: Diego Páez e Diego Gelmírez.
No século XII define-se a estrutura definitiva do castelo, ficando composta a fortificação por uma cerca amparada por sete torres, delimitando uma praça de armas. O conjunto era defendido complementarmente pelos pântanos envolventes. Deste período destaca-se a capela, sob a invocação do Apóstolo Santiago, construída por Gelmírez.
A partir do século XV, perdida a sua função estratégica, o castelo entra em decadência até que, em 1525, grande parte das construções foram arrasadas.
Declarada como Monumento Nacional no século XX, actualmente tem função turística.

## Características
Do primitivo conjunto, podem ser observados os alçados de duas das torres, além de uma terceira, muito arruinada. As torres são de planta quadrada e construídas com perpianho mediano (conhecido como asturiano) e grandes perpianhos nos vértices e nas jambas.

### A ermida
Permanece essencialmente o templo que Diego Gelmírez ergueu de raiz em 1122.
Encontra-se adossada a uma torre e foi reconstruída em tempos modernos. Em imagens antigas podem-se ver as abóbadas totalmente derrubadas. Possui uma nave com um ábside semicircular. Os perpianhos são raros e de fiadas irregulares. É recoberta com abóbada de berço com diretriz em arco de ferradura. O arco triunfal (semicircular) e apoia-se sobre jambas de ancos.
A fachada é coroada com uma espadana de uma única fresta. A portada compõe-se de uma porta simples com um lintel pentagonal e, sobre este, um arco semicircular. No tímpano ainda se observam os restos de uma antiga inscrição, hoje de difícil leitura.
A fachada Sul carece de cornija e de seteiras, e só se abre com uma porta alintelada com um arco de descarga similar ao da fachada Oeste (principal).
Na fachada Norte rasgam-se cinco seteiras com arco de ferradura.